# St Benet Fink

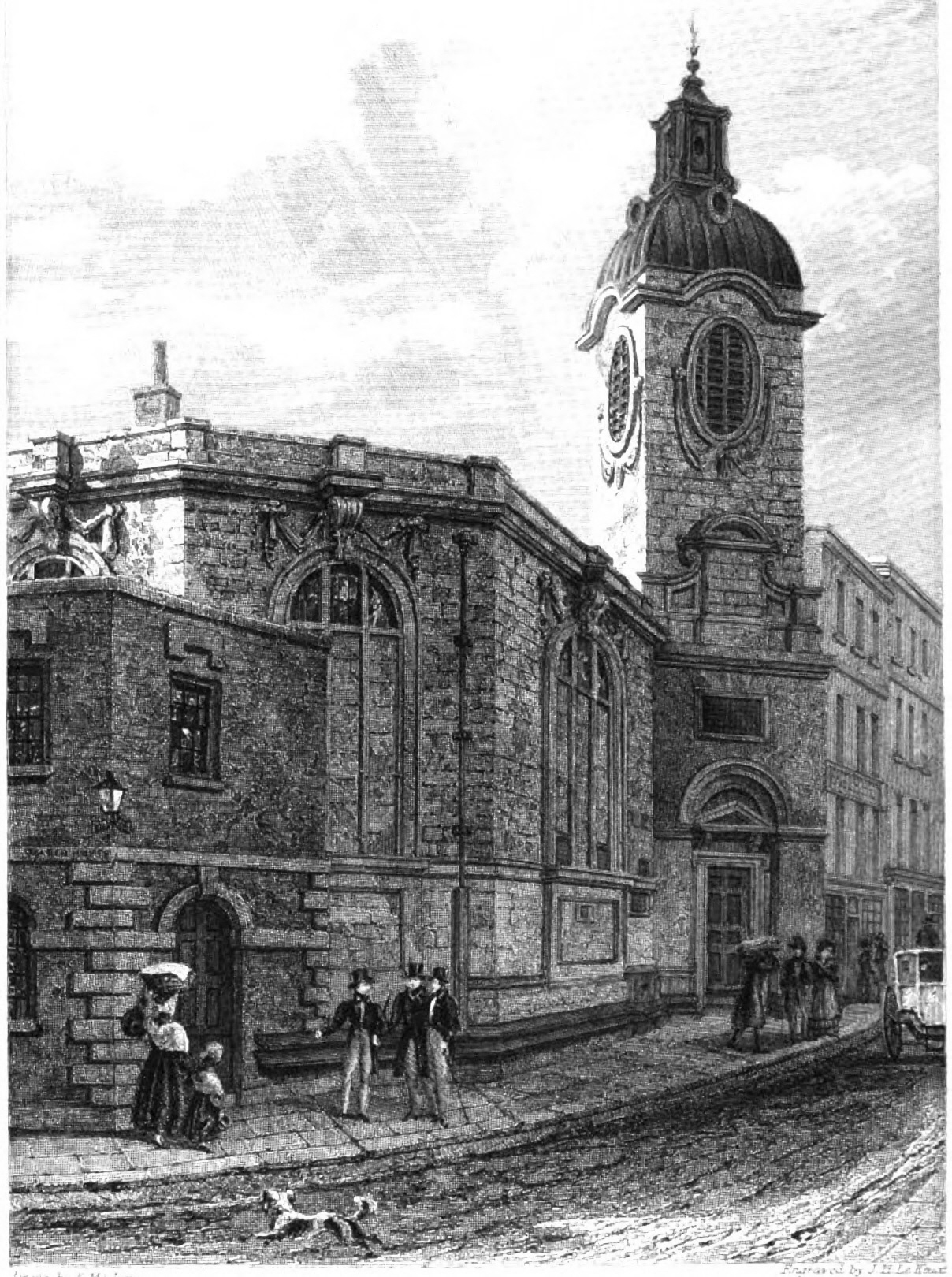
St Benet Fink (1831)

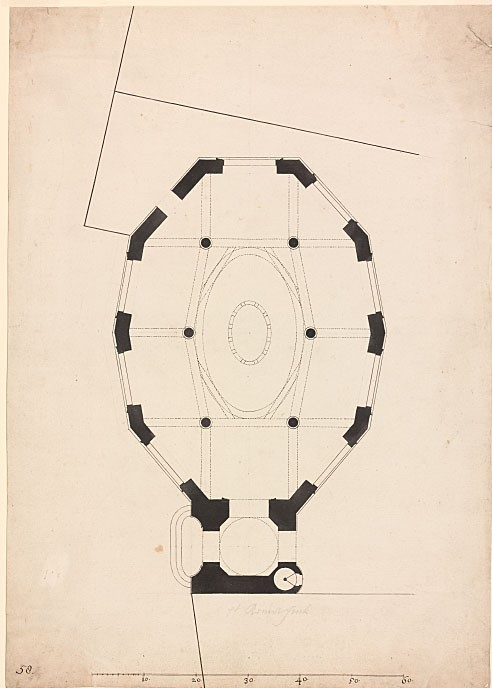
Grundrisszeichnung (1750)

St Benet Fink war eine 1842 abgebrochene anglikanische Pfarrkirche im Londoner Innenstadtbezirk City of London.

## Geschichte
Die dem Patronat des hl. Benedikt von Nursia anvertraute Kirche wurde nach  Robert Fink, dem Stifter der seit 1216 belegten Kirche benannt. 1666 im Großen Brand von London zerstört, wurde sie von 1670 bis 1675 von Christopher Wren wiederaufgebaut, der, wie eine Kopie der Grundrisszeichnung von Edward Woodroofe zeigt, den unregelmäßigen Grundstückszuschnitt durch die Anlage eines oblongen Zehnecks kaschierte. Durch Einstellen von drei Säulenpaaren erreichte Wren einen allseitig von Anräumen umgebenen und von einer ovalen Kuppel abgeschlossenen Zentralraum. Der zur Straßenflucht schräggestellte Turm wurde von einer barocken Haube abgeschlossen.
1842 bis 1846 wurde die Kirche, wie auch die benachbarte Kirche St Bartholomew by the Exchange, zugunsten des Neubaus der 1838 durch Brand zerstörten Londoner Börse abgebrochen, ihr Patrozinium wurde 1904 auf einen Kirchenneubau in Tottenham übertragen.